# El Ocote, Miahuatlán de Porfirio Díaz
El Ocote är en ort i Mexiko.   Den ligger i kommunen Miahuatlán de Porfirio Díaz och delstaten Oaxaca, i den sydöstra delen av landet, 400 km sydost om huvudstaden Mexico City. El Ocote ligger 1 614 meter över havet och antalet invånare är 464.
Terrängen runt El Ocote är huvudsakligen kuperad, men åt sydost är den platt. Runt El Ocote är det ganska tätbefolkat, med 60 invånare per kvadratkilometer. Närmaste större samhälle är Miahuatlán de Porfirio Díaz, 12,9 km sydost om El Ocote. I omgivningarna runt El Ocote växer huvudsakligen savannskog.